# Accipiter albogularis
L'astore bianco e nero (Accipiter albogularis G. R. Gray, 1870) è un uccello rapace della famiglia degli Accipitridi originario delle isole Salomone.

## Descrizione

### Dimensioni
Misura 33-43 cm di lunghezza, per un peso di 170-250 g nel maschio e di 365-440 g nelle femmine più grandi; l'apertura alare è di 60-80 cm.

### Aspetto
Questo accipitride di medie dimensioni è dotato di ali relativamente lunghe e di un becco potente, nonché di lunghe zampe e lunghi artigli. La femmina è dal 30 al 90% più grande del maschio.
Nella maggior parte delle sottospecie, ad eccezione di quella nominale, gli esemplari hanno un piumaggio bianco e nero e un collare rosso di dimensioni variabili che copre la nuca e termina ai lati del collo. Questo carattere molto marcato consente di distinguere la specie dall'astore dal mantello nero e dallo sparviero imitatore. Alcuni esemplari (principalmente di sesso femminile) presentano un piumaggio melanico, completamente nero-ardesia. L'iride varia dal giallo scuro al rosso-arancio, la cera è giallo-crema o talvolta, negli esemplari di forma nera, arancione. Le zampe sono gialle o giallo-arancio. I giovani sono screziati di marrone con parti inferiori variabilmente più chiare. Alcuni esemplari sono di colore castano scuro.
La descrizione delle sottospecie è resa difficile dal polimorfismo della specie (delle razze woodfordi e albogularis esistono ben tre forme differenti). Tuttavia, la maggior parte delle razze è simile alla forma normale bianca e nera della sottospecie nominale. Gli esemplari della razza woodfordi hanno sempre la gola bianca, mentre in quelli della razza eichhorni il collare è particolarmente ampio. Nelle razze gilvus e sharpei il collare è a malapena presente. In gilvus non sono presenti forme melaniche.

### Voce
Al di fuori della stagione riproduttiva, gli astori bianchi e neri sono animali silenziosi. Le parate sono accompagnate da richiami non particolarmente rumorosi. Dei ku-ku-ku melodiosi o dei ki-ki-ki vengono ripetuti rapidamente durante i voli planati. La femmina segnala la partenza dal nido con una semplice nota discendente.

## Biologia
Gli astori bianchi e neri vivono da soli o in coppia. All'inizio della stagione di nidificazione, i maschi effettuano un gran numero di parate aeree. Queste comprendono voli circolari, picchiate vertiginose e skydances. Nel corso di queste ultime, realizzano avvitamenti e discese in picchiata abbastanza simili a quelle dei falchi pellegrini. Sono state descritte anche parate con lenti battiti d'ala.
Si presume che gli astori bianchi e neri siano sedentari e non è mai stato segnalato nessun esemplare al di fuori dei confini del normale areale della specie. I giovani sono tuttavia suscettibili a disperdersi dopo l'involo.

### Alimentazione
Gli astori bianchi e neri catturano uccelli, nidiacei, lucertole, serpenti e insetti di grandi dimensioni, compresi anche i fasmidi. Tra gli uccelli, prediligono principalmente i piccoli passeriformi, ma anche lorichetti della duchessa (Charmosyna margarethae) e piccioni (Ptilinopus viridis) che vengono strappati dal folto della vegetazione, limicoli marini della sottofamiglia dei Caradriini e pappagalli di piccole dimensioni come i pappagalli pigmei verdi. I gallinacei delle dimensioni di un pollo vengono catturati solo di rado.
Gli astori bianchi e neri cacciano alla posta a partire da posatoi sui quali si spostano di 10 metri ogni 5 minuti e generalmente non sovrastano il suolo più di 1 o 2 metri. Inseguono anche le loro prede in volo sorvolando a debole altezza il pavimento della foresta.

### Riproduzione
Esistono poche informazioni riguardanti la riproduzione in questa specie. Nidi contenenti dei giovani sono stati scoperti in luglio a Santa Isabel e Guadalcanal e in settembre a Makira. Adulti in condizione di riprodursi sono stati pure osservati in settembre e in dicembre. Secondo un rapporto, il nido dell'astore bianco e nero è molto più voluminoso di quello dell'astore variabile (Accipiter hiogaster). Gli astori nidificano la maggior parte delle volte nella foresta, ad un'altezza che può variare tra i 10 e i 20 metri di altezza dal suolo. Alcuni nidi a volte vengono costruiti in zone aperte, talvolta su grandi alberi che permettono di avere una buona visuale dei dintorni, talvolta all'estremità di un ramo biforcuto in prossimità di un fiume o di una vallata. Il numero di uova per covata, la durata dell'incubazione e la durata della permanenza dei giovani nel nido sono al momento sconosciuti.

## Distribuzione e habitat
L'astore bianco e nero è un uccello tipico delle foreste di pianura e di collina, ma non è presente solamente nelle zone più fitte. Attualmente molte volte, e sempre più frequentemente, si incontra lungo i margini delle foreste o attorno alle isole residue di foresta. Per scelta o per obbligo, visita anche le foreste secondarie, i giardini abbandonati e persino i sobborghi delle città. Gli individui di forma nera sembrano apprezzare in particolar modo le foreste fitte e le altitudini più elevate. L'habitat dell'astore bianconero si situa generalmente dal livello del mare fino a 1200 metri, ma localmente può salire fino ad altitudini di 1800 metri.
L'astore bianco e nero è originario dell'Australasia. È endemico delle isole Salomone e degli arcipelaghi adiacenti. Il suo areale si estende dalle isole Feni, in Papua Nuova Guinea, alle isole Santa Cruz e comprende le seguenti isole: Bougainville, le isole Shortland, le isole Treasury, Choiseul, Santa Isabel, Malaita, le isole Florida, Guadalcanal, Ulawa, Vella Lavella, Ghizo, Kolombangara, Nuova Georgia, Rendova, Makira, Santa Ana, Ndeni, Utupua e Vanikoro, nonché numerose piccole isolette.

## Tassonomia
Questa specie è suddivisa in cinque sottospecie polimorfiche e difficili da identificare:
- A. a. eichhorni Hartert, 1926, endemica delle isole Feni (a est delle coste sud-orientali della Nuova Irlanda, nelle Bismarck orientali);
- A. a. woodfordi (Sharpe, 1888), diffusa nelle isole Salomone da Bougainville a Guadalcanal e Malaita;
- A. a. gilvus Mayr, 1945, endemica del gruppo della Nuova Georgia (Salomone centrali);
- A. a. albogularis G. R. Gray, 1870, diffusa a Makira, Uki e Santa Ana (Salomone sud-orientali);
- A. a. sharpei (Oustalet, 1875), endemica delle isole Santa Cruz.

## Conservazione
Secondo la IUCN, questa specie non è minacciata a livello globale, ma la maggior parte degli osservatori concorda sul fatto che la popolazione è piuttosto scarsa, tranne che a Makira e nelle isole Santa Cruz, nella parte meridionale dell'areale. Tuttavia, nelle altre isole più a nord, fino a Bougainville, questa specie è descritta come abbastanza comune, perfino localmente abbondante, anche se talvolta è stata rimpiazzata da un colonizzatore più recente, l'astore variabile, nelle regioni in cui l'habitat è stato modificato dall'uomo.
Secondo BirdLife International, la superficie dell'areale è di 38.000 chilometri quadrati e la popolazione varia da 670 a 6700 individui maturi. In assenza di grosse minacce, gli effettivi sono stabili.